# Martti Kellokumpu
Martti Kellokumpu (ur. 29 listopada 1963 w Kemijärvi) – fiński narciarz, specjalista narciarstwa dowolnego. Jego największym sukcesem jest brązowy medal w jeździe po muldach wywalczony podczas mistrzostw świata w Tignes. Zajął 13. miejsce w jeździe po muldach na igrzyskach w Calgary jednak narciarstwo dowolne było wtedy tylko sportem pokazowym.
Najlepsze wyniki w Pucharze Świata osiągnął w sezonie 1986/1987, kiedy to zajął 9. miejsce w klasyfikacji generalnej, a w klasyfikacji jazdy po muldach wywalczył małą kryształową kulę. W  sezonie 1985/1986 był drugi w klasyfikacji jazdy po muldach.
W 1988 r. zakończył karierę.

## Osiągnięcia

### Mistrzostwa świata
| Miejsce | Dzień    | Rok  | Miejscowość | Konkurencja      | Zwycięzca    |
| ------- | -------- | ---- | ----------- | ---------------- | ------------ |
| 3.      | 2 lutego | 1986 | Tignes      | Jazda po muldach | Éric Berthon |

### Puchar Świata

#### Miejsca w klasyfikacji generalnej
- sezon 1983/1984: 67.
- sezon 1984/1985: 38.
- sezon 1985/1986: 12.
- sezon 1986/1987: 9.
- sezon 1987/1988: 18.

#### Miejsca na podium
1. Mont Gabriel – 11 stycznia 1986 (Jazda po muldach) – 3. miejsce
2. Lake Placid – 17 stycznia 1986 (Jazda po muldach) – 1. miejsce
3. Voss – 7 marca 1986 (Jazda po muldach) – 1. miejsce
4. Tignes – 9 grudnia 1986 (Jazda po muldach) – 1. miejsce
5. Lake Placid – 16 stycznia 1987 (Jazda po muldach) – 1. miejsce
6. Mont Gabriel – 10 stycznia 1987 (Jazda po muldach) – 2. miejsce
7. Voss – 28 lutego 1987 (Jazda po muldach) – 2. miejsce
8. La Clusaz – 23 marca 1987 (Jazda po muldach) – 1. miejsce
9. La Plagne – 20 grudnia 1987 (Jazda po muldach) – 3. miejsce
10. Mont Gabriel – 9 stycznia 1988 (Jazda po muldach) – 1. miejsce
11. Inawashiro – 30 stycznia 1988 (Jazda po muldach) – 1. miejsce
12. La Clusaz – 10 marca 1988 (Jazda po muldach) – 2. miejsce

- W sumie 7 zwycięstw, 3 drugie i 2 trzecie miejsca.